# Родезія
Роде́зія (англ. Rhodesia [roʊˈdiːʒə], [roʊˈdiːʃə]; шона Rodizha; офіційно з 1970 Республіка Родезія (Republic of Rhodesia)) — невизнана держава в Південній Африці що існувала з 1965 по 1979, за територією еквівалентна сучасному Зімбабве. Родезія була de facto державою-спадкоємицею британської колонії Південна Родезія, яка мала самоврядування після здобуття відповідального уряду в 1923. Родезія, яка не мала виходу до моря, межувала з Південно-Африканською Республікою на півдні та Бечуаналендом (пізніше Ботсваною) на південному заході, Замбією (колишня Північна Родезія) на північному заході та Мозамбіком (провінція Португалії до 1975) на сході. З 1965 по 1979 Родезія була однією з двох незалежних держав на африканському континенті, якими керувала біла меншість європейського походження та культури, іншою була Південно-Африканська Республіка.

## Історична довідка
Колонізація Родезії білими поселенцями відбулася в кінці 19 століття, одразу наштовхнувшись на спротив місцевого населення.
У 1960 році Велика Британія пообіцяла надати африканським країнам незалежність з гарантією того, що ними керуватиме темношкіра більшість. В грудні 1963 року тодішній прем’єр-міністр Великої Британії сер Алек Дуглас-Хом наполягав на тому, що передумови переговорів про незалежність залежать від того, що він назвав «п’ятьма принципами» – безперешкодний шлях до правління представників расової більшості, гарантія проти впровадження будь-яких законів, що рішуче шкодять інтересам темношкірого населення, «покращення політичного статусу» місцевих африканців, припинення офіційної расової дискримінації та політичне врегулювання, яке могло б бути «прийнятним для всього населення». Майбутній лейбористський уряд на чолі з Гарольдом Вільсоном зайняв ще жорсткішу позицію, вимагаючи виконання цих умов до того, як буде встановлена та визнана незалежність. Водночас серед білого населення Родезії зростала занепокоєння з приводу неминучої капітуляції й подальшого життя під керівництво темношкірого населення. Керуючись своїми побоюваннями, 11 листопада 1965 р. білі родезійські активісти в односторонньому порядку проголосили незалежність, яка, втім, ніколи не була визнана жодною країною світу, однак такий стан справ неофіційно підтримувався Південною Африкою та Португалією.
Новий уряд білої меншості офіційно надав право голосу кожному, незалежно від раси, але успішно і навмисно усував переважну більшість темношкірих від більшості свобод, в тому числі голосування, запровадивши цензуру. Расистська політика уряду в поєднанні з великою економічною нерівністю між білими й чорними (білі володіли більшою частиною частина родючої землі, тоді як чорні були змушені віддавати свої землі через примусове виселення) провокували напругу між тубільцями та урядом. Так, протягом 1930-х років Південна Родезія прийняла законодавчу базу для сегрегації, яка включала Закон про розподіл землі, Закон про примирення в промисловості (закон про процедури узгодження трудових відносин у промисловості), Закон про реєстрацію тубільців (закон, що стосується цивільної реєстрації корінних громадян) та Закон про господарів і слуг (закон про відносини між панами та підсобними особами) . На початку 1960-х років у Південній Родезії проживало 270 000 білих і понад 4 мільйони темношкірих. Чинні партії та організації, що борються за рівні права темношкірих людей, були систематично заборонені, а їхніх лідерів та учасників арештовували та переслідували.
У 1964 році зростальне невдоволення білих безперервними переговорами відіграло важливу роль у скиданні Вінстона Філда з посади прем'єр-міністра Південної Родезії. Філда змінив Ян Сміт, голова консервативної партії Родезійського фронту і відвертий критик будь-якого негайного переходу до правління більшості. Сміт, перший лідер колонії, що народився в Родезії, незабаром став уособлювати опір лібералам у британському уряді та тим, хто агітує за зміни вдома.

## Етимологія
Сесіль Джон Родс (англ. Cecil John Rhodes), засновник компанії «Де Бірс», приїхав до Південної Африки в 1870 році, на самому початку діамантового буму. У 17 років у нього не було грошей, щоб почати власний бізнес. Тому, об'єднавши свої зусилля з англійцем Чарльзом Рудом, він виписав з метрополії холодильну установку для виготовлення харчового льоду. За один сезон вони заробили 1500 фунтів і змогли викупити більшу частину алмазного родовища, що стало основою корпорації «Де Бірс». 
Британський уряд погодився, що компанія Родса, Британська Південно-Африканська Компанія (БПАК), буде керувати територією від Лімпопо до озера Танганьїка як протекторатом. Королева Вікторія підписала відповідну хартію у 1889 році. Сесіль Джон Родс став диктатором більшої частини Південної Африки. На його честь було названо країну Родезія.

## Федерація Родезії та Ньясаленду
Генерал-губернатори:
- 1953—1957 Лорд Ллевеллін

Штандарт Президента Родезії

- 1957—1963 Граф Саймон Ремсі Делхаузі
- 1963 Сер Гемфрі Гіббс

Прем'єр-міністри:
- 1953—1956 Сер Годфрі Хаггінс
- 1956—1963 Сер Рой Веленскі